# Edificio del Congreso Nacional de Chile
El edificio del Congreso Nacional de Chile es la sede que alberga las dos cámaras del Congreso Nacional desde 1990 a la fecha. Se encuentra ubicado en Valparaíso.

## Historia

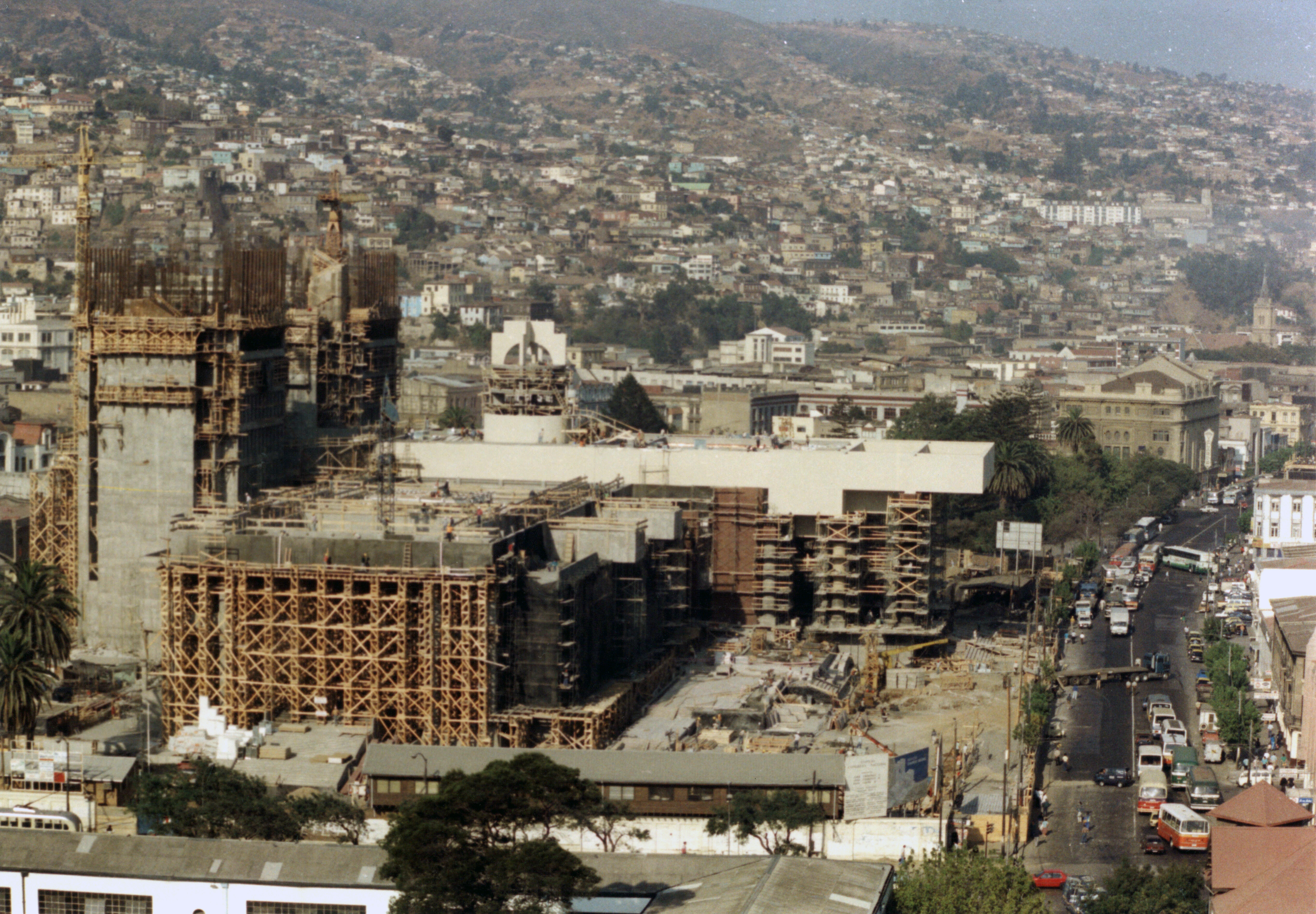
Construcción del edificio del Congreso Nacional en Valparaíso (hacia 1988)

El 18 de diciembre de 1987 la Junta Militar promulgó la Ley 18678 con la cual se estableció, por motivos de descentralización, que la sede del Congreso Nacional se trasladaría a la ciudad de Valparaíso.
Esta obra es creación de los arquitectos chilenos Juan Cárdenas, José Covacevic y Raúl Farrú, cuyo trabajo fue seleccionado entre 38 profesionales que llegaron a la etapa final del concurso de anteproyectos convocado por el Ministerio de Obras Públicas y al que se presentó un número total de 539 propuestas, de las cuales 38 fueron seleccionadas. Como presidente del jurado del concurso y coordinador general de la construcción fue designado el ingeniero Modesto Collados.
El fallo del concurso generó controversia, debido a las críticas que ha generado el impacto visual que tendría el nuevo edificio sobre el contexto patrimonial de la ciudad de Valparaíso. Se consideraba al proyecto que obtuvo el segundo lugar (a cargo de Borja García-Huidobro, Paul Chemetow y Jorge Figueroa) como de mejor calidad arquitectónica y de mayor respeto hacia el entorno urbano.
La construcción del actual edificio se inició el 20 de octubre de 1988. Esta enorme construcción de 60 000 m², en cuya estructura se utilizaron 26 000 m³ de hormigón armado, se yergue sobre una superficie de 25 000 m² en el barrio El Almendral, en el lugar donde se ubicaba el hospital Enrique Deformes, demolido a raíz de los graves daños causados por el terremoto del 3 de marzo de 1985.
En 2018 se hicieron públicas irregularidades respecto de las distintas obras de ampliación realizadas en el edificio desde 1993, dado que ellas no se encontraban regularizadas ante la Municipalidad de Valparaíso, razón por la cual el Congreso Nacional debió cancelar alrededor de 200 millones de pesos.

## Construcción

### Arquitectura
El proyecto de arquitectura presentado en el proyecto ganador señala una superficie edificada de 59 165 m² divididos en las siguientes áreas:
- Área legislativa (9310 m²) correspondiente a los hemiciclos de ambas cámaras, el Salón Plenario, las salas de comisiones, y oficinas para el personal del escalafón superior.
- Oficinas de parlamentarios (en aquel entonces 49 senadores y 120 diputados) en una superficie total de 7490 m².
- Biblioteca de 6800 m².
- Oficinas administrativas (18 990 m²).
- Estacionamientos subterráneos (14 490 m²).
- Casino/cafetería (2050 m²).

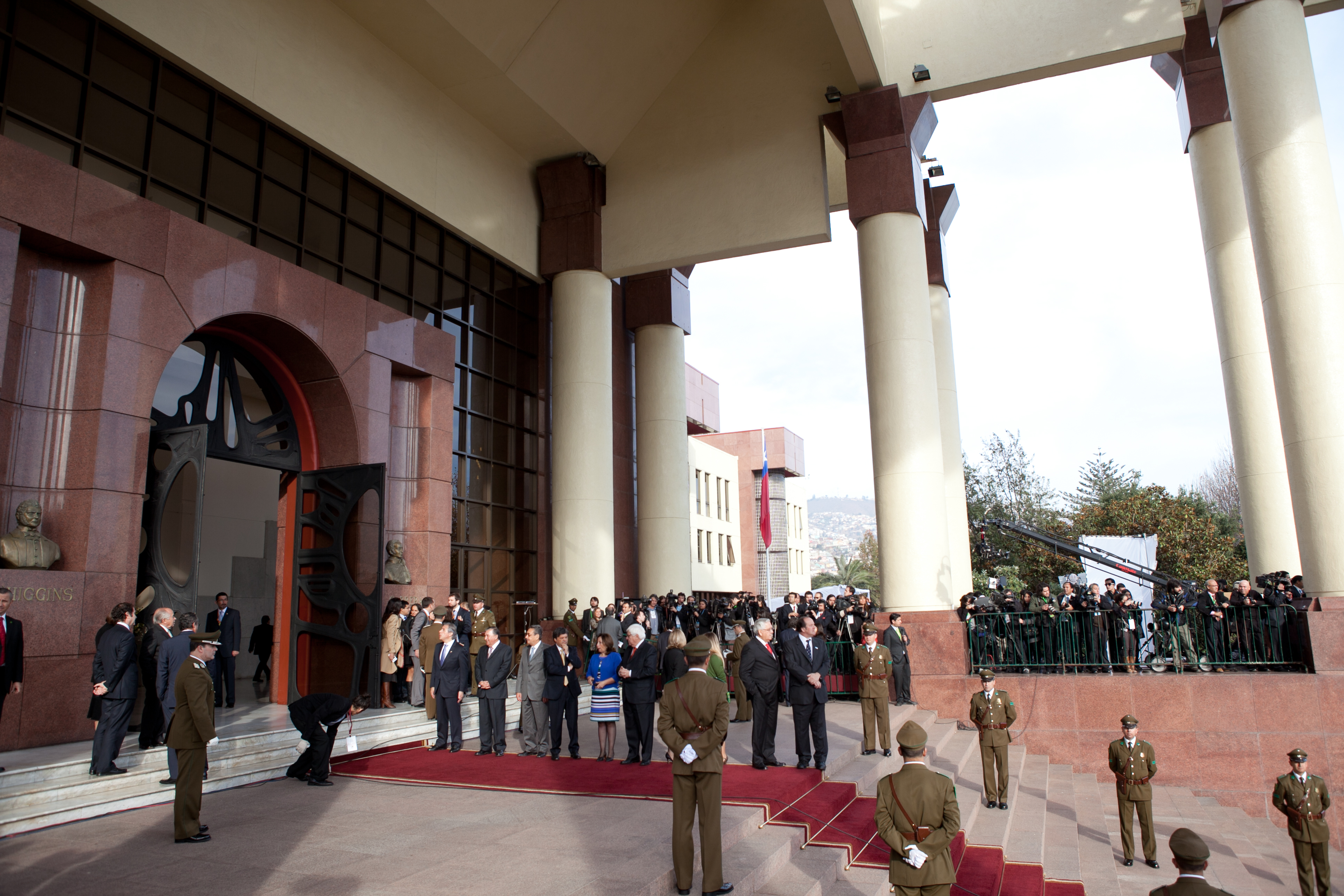
Acceso principal por avenida Pedro Montt.
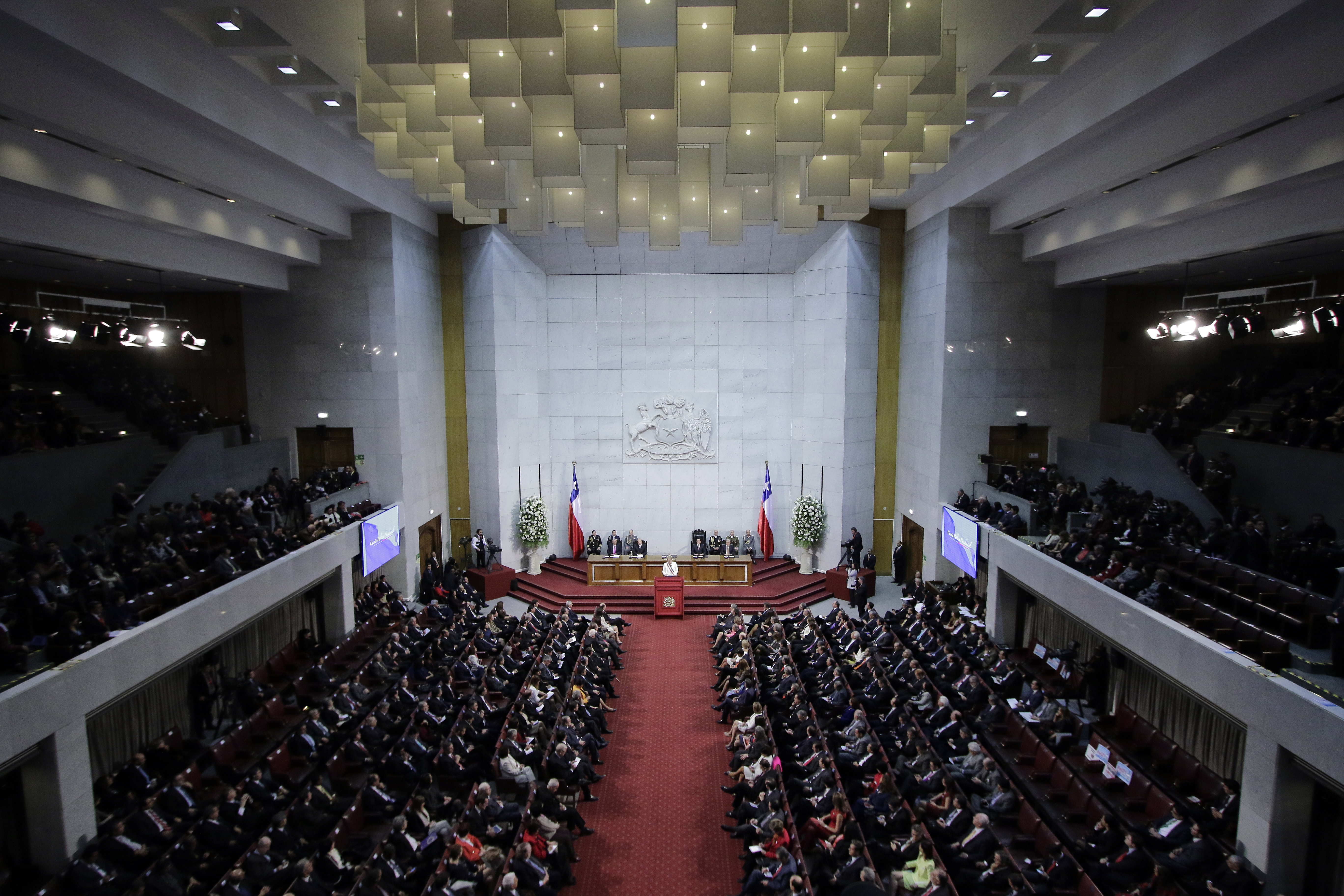
Salón Plenario.
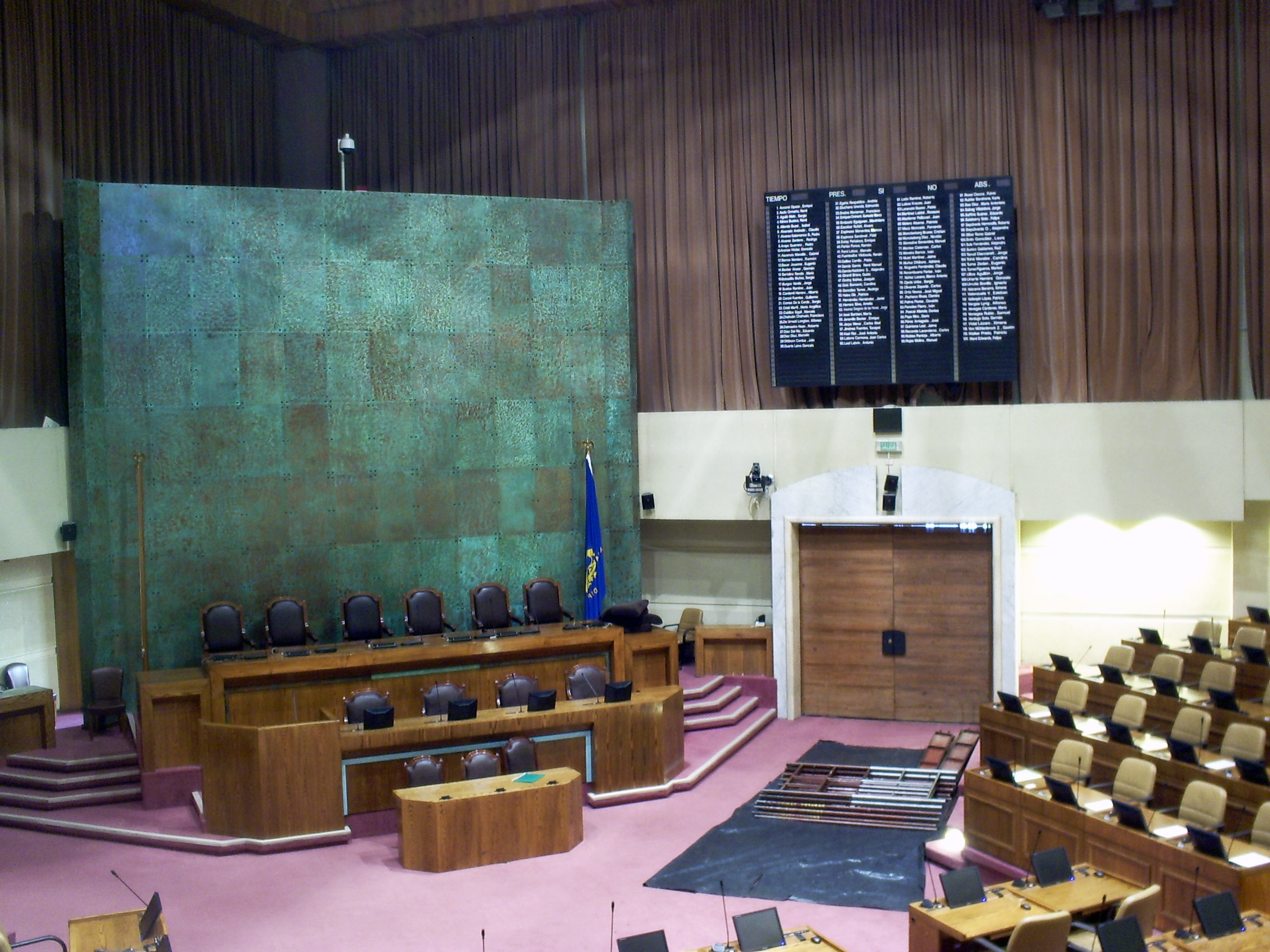
Testera de la Cámara de Diputados.
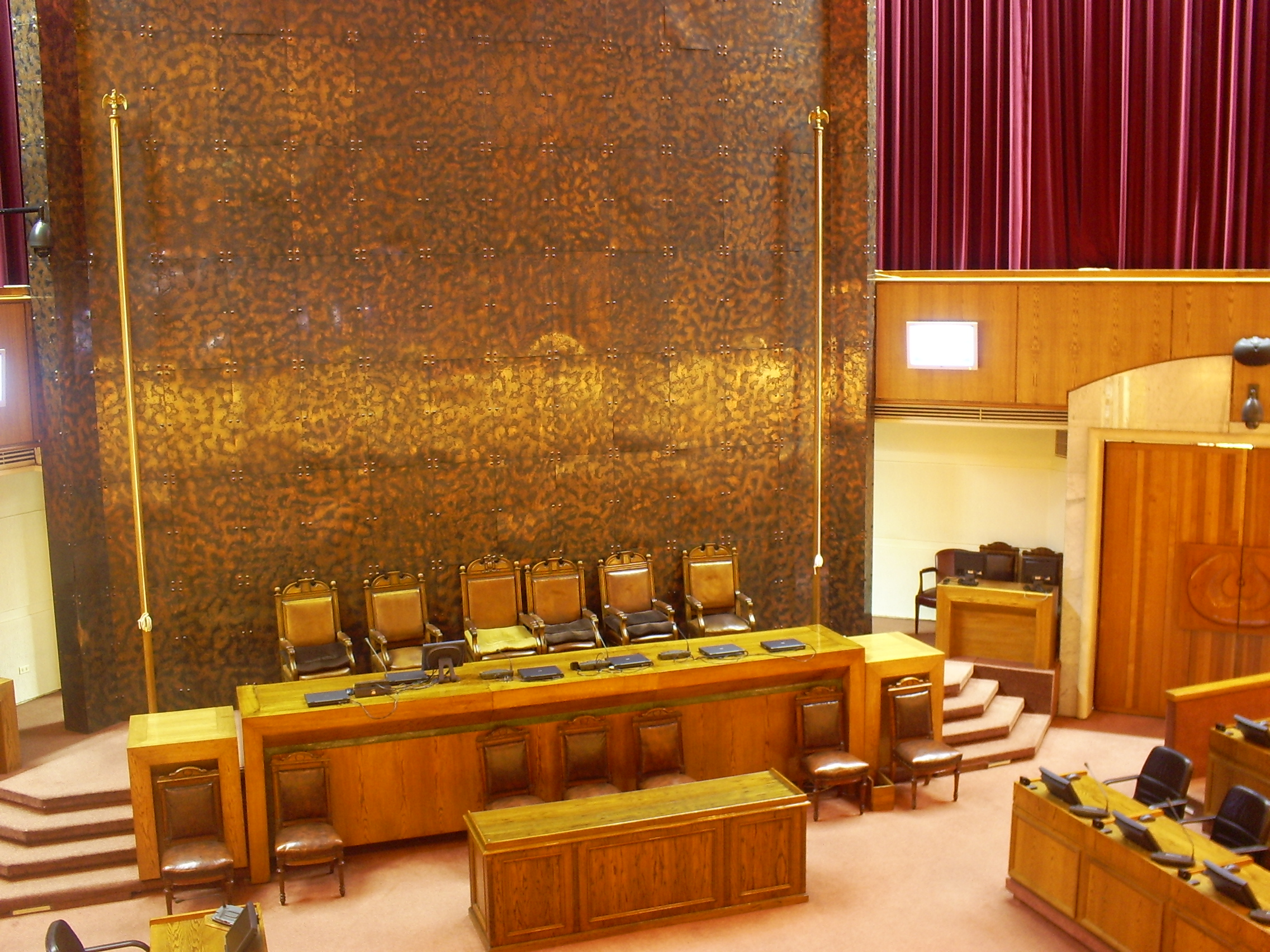
Testera del Senado.

### Arte

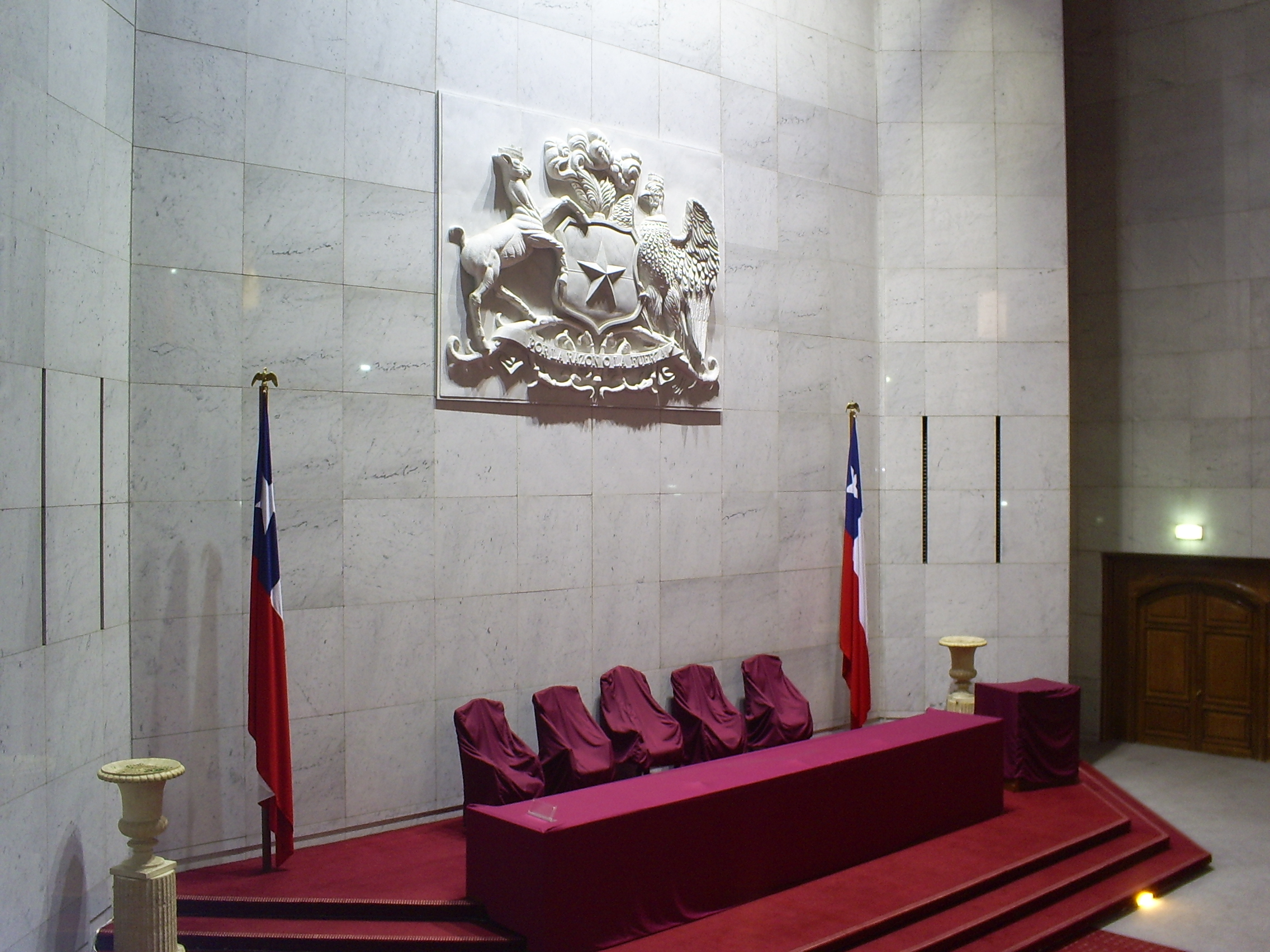
Salón Plenario con el escudo nacional esculpido en mármol.

Entre las obras de arte presentes en el edificio del Congreso Nacional al momento de su inauguración están las siguientes:
- Escudo nacional en mármol esculpido por Francisco Torres, ubicado en el muro de la testera del Salón Plenario.
- Puerta de acceso principal al Congreso Nacional por la avenida Pedro Montt, desarrolladas por el escultor Félix Maruenda. Posee 6 metros de alto y 4 metros de ancho, pesando aproximadamente 1000 kg en cada una de sus 2 hojas y en su centro representa la imagen de una semilla.
- Puerta de acceso interior al Salón Plenario, realizada por el escultor Félix Maruenda. Posee 3,5 metros de alto y 3,5 metros de ancho, fabricada en madera de pino oregón y cobre laminado. En la puerta existe un grabado —titulado «La gente mira»— que corresponde a un grupo de personas mirando de frente.
- Puertas de acceso a los hemiciclos del Senado y la Cámara de Diputados realizados por el escultor Francisco Gazitúa.
- Puertas principal y lateral de la Cámara de Diputados realizadas por el escultor Osvaldo Peña. Ambas son de 2,87 por 2,75 metros, y 25 centímetros de espesor en su parte más gruesa, constando cada puerta de 2 hojas. Construidas en madera de pino oregón mediante piezas ensambladas, con sus caras interiores lisas y sus caras exteriores con un tallado sobre relieve de una mano abierta, con la palma hacia el espectador; la mano derecha está tallada en la puerta principal y la mano izquierda en la lateral.
- Muros interiores de las testeras de ambas cámaras con motivos en cobre realizados por Mario Vásquez.